# Othresypna oblonga
Othresypna oblonga is een vlinder uit de familie van de spinneruilen (Erebidae). De wetenschappelijke naam van de soort is voor het eerst geldig gepubliceerd in 1977 door Beri.